# Soós Viktória
Soós Viktória (Debrecen, 1985. július 25. –)  kétszeres Bajnokok Ligája-győztes, Európa-bajnoki bronzérmes magyar kézilabdázó, átlövő.

## Pályafutása

### Klubcsapatban
Soós Viktória szülővárosában a Debreceni Hunyadi János Általános Iskolában kezdte tanulmányait, itt ismerkedett meg a kézilabda alapjaival. A többek között még Szűcs Gabriella is soraiban tudó iskolai csapattal Diákolimpiákat nyertek, Soós pedig már tizenöt évesen a másodosztályban játszott a Debreceni VSC-vel. Tizennyolc évesen súlyos térdsérülést szenvedett, és felépülése után nem kapott sok játéklehetőséget a DVSC-ben, így a Ferencvároshoz szerződött. Itt bajnoki címet nyert, de párja, Rédei István miatt visszaigazolt nevelőcsapatába, majd megfordult a Vácban is. 2011-ben légiósnak állt és a Hypo Niederösterreich játékosa lett. A 2011–2012-es szezonban bajnoki címet nyert az osztrák Hypo Niederösterreich csapatával, majd a Győri Audi ETO-hoz igazolt Ambros Martín hívására. A kisalföldi csapattak kétszer nyert Bajnokok Ligáját. Rövid időre visszaigazolt a Ferencvároshoz, majd 2015-ben újra az Ipress Center–Vác igazolta le, ahol 2017-es visszavonulásáig játszott. 2018 decemberében bejelentette, hogy visszatér a pályára és aláírt a Budaörs Handball csapatához.

### A válogatottban
A válogatottba Karl Erik Bøhn hívta meg először 2011-ben és a norvég edzőnél alapember lett a nemzeti csapatban, szerepelt a 2012-es Európa-bajnokságon, ahol a magyar csapat bronzérmet szerzett, az abban az időben férje nevét felvevő Rédei-Soós pedig kilenc gólt szerzett a házigazda szerbek elleni bronzmérkőzésen, valamint a 2013-as világbajnokságon is.

## Magánélete
Első férje a kézilabdázó Rédei István volt, jelenleg Jáky-Szabó Gergely televíziós riporterrel és műsorvezetővel él együtt.

## Sikerei, díjai
- Magyar bajnokság:
  - Győztes: 2007, 2013, 2014, 2015
  - Bronzérmes: 2008, 2009, 2010
- Magyar Kupa:
  - Győztes: 2013, 2014
  - Döntős: 2009, 2015
- Bajnokok Ligája:
  - Győztes: 2013, 2014
- EHF-kupa:
  - Elődöntős: 2006
- EHF-kupagyőztesek Európa-kupája:
  - Elődöntős: 2007, 2015
- Európa-bajnokság:
  - Bronzérmes: 2012